# Næsodde
Næsodde (dansk) eller Nösse (tysk) er en odde eller halvø, der udgør den østlige del af Sild, der hvor Hindenburgdæmningen støder til øen. På halvøen ligger småbyerne Arksum, Kejtum og Morsum og mindre spredt bebyggelse. Byerne består overvejende af  velholdte stråtækte friserhuse. Området er ellers overvejende landbrugspræget med flere landbrugsbedrifter. I den sydlige del beskytter et over 13 kilometer lang dige (Næsoddediget) landet mod oversvømmelser. Diget blev bygget i 1938 og forløber fra øens østlige næs ved Hindenburgdæmningen til Rantum Bassin syd for Tinnum. Baglandet er gennemtrukket af flere priler for at afvande markerne bag diget.
Vadehavet nord for Næsodde og til Rømø Dyb hører dels til dansk, dels til tysk søterritorium.